# 手机实名制
手机实名制是一种電話號碼管理模式，有的国家实施手机实名制或者有限度的实名制，也有一些国家允许手机匿名。截至2022年，全球有約155個國家或地區推行不同程度的電話卡實名制。

## 各地情況

### 韩国
韩国规定購買手机號碼必须持身份证或外國人登錄證進行实名登记。

### 泰国
泰国从2005年5月1日规定买预付卡须持身份证或护照登记。没有登记將终止服务。

### 台灣
台灣於2007年起规定購买手机卡必须攜帶雙證件（主證件身分證，以及健保卡或駕照等有照片的證件），並親自到各電信業者門市辦理。

### 中国大陆
中国的手机实名制自2010年9月1日起正式实施。所有手机号码必须实名登记身份证件，否则将无法收到手機信号。

### 香港
香港的手机卡一直以来未实施实名制。2021年1月29日，香港商務及經濟發展局局長邱騰華、保安局副局長區志光及通訊事務總監梁仲賢就手機卡實名制諮詢公眾，建議實行手机卡實名制。6月1日，邱騰華表示，9月1日起新手機卡將實名登記。2021年9月1日，《電訊(登記用户識別卡)規例》 （页面存档备份，存于）正式生效。2022年3月1日起，所有新發信的儲值卡必須進行實名登記，2023年2月24日起所有手機卡均將實名制，購買手機卡後需以香港身份證或其他可接受的身分證明文件如澳門身份證、護照、往來港澳通行證、台灣居民來往大陸通行證、商業登記證、分行登記證等辦理實名登記，才能開通服務使用。如個人用戶持有香港身份證，必須使用香港身份證辦理登記手續。不接受以香港特區護照、英國國民（海外）護照及證件副本辦理手續。儲值卡的個人用戶可以登記不多於10張電話儲值卡；而企業用戶則可以登記不多於25張儲值卡。如個人用戶未滿16歲，須另外登記一名年滿18歲或以上的成人資料。部分電訊商不接受以中華民國(臺灣)護照，台灣居民來往大陸通行證進行實名 。

### 澳门
2019年6月24日，澳门特别行政区公佈第13/2019號法律（《網絡安全法》）在2019年12月22日正式生效，該法之第24條第1款規定：市民需以真實身份資料登記才可獲取電訊營運商的電訊服務（包括手機預付卡之上網及通話服務），在2020年10月16日前仍未有提供身份資料的手機卡，其服務會被終止。購買預付卡後需以澳門居民身份證或其他可接受的身分證明文件如香港居民身份證、中華人民共和國居民身份證、護照、有效入境旅遊證件。個人客戶每人登記最多10張而機構客戶最多25張。

### 菲律宾
菲律宾总统小费迪南德·马科斯2022年10月10日签署通過「SIM卡註冊法」，要求手机用户购买SIM卡时必须有效個人證件以登记个人資訊，包括用戶全名、地址、生日、性別、手機門號等。現有預付卡用戶也須在「規定期限」內註冊，否則手機門號將被停用。。

## 衍生問題
有的網站或是網路服務，在建立帳號時必須使用手機簡訊認證。因此在採取手機門號實名制的國家，會導致原本匿名的網路帳號與手機門號做連結。因此，當警察認為有必要時可以從網路帳號到手機門號，向電信業者調閱個人資料。